# Ведянин, Иван Васильевич
Ива́н Васи́льевич Ведя́нин (16 января 1885, Кырчаны, Нолинский уезд, Вятская губерния, Российская империя — 11 ноября 1949, Чебоксары, Чувашская АССР, СССР) — русский, советский и чувашский архитектор.

## Биография
Родился в 1885 году в селе Кырчаны в семье крестьянина. В возрасте трёх лет остался сиротой и был взят на воспитание дедом (по фамилии Соковнин) по материнской линии, который проживал в посёлке Арск Казанской губернии.
В 1898 году окончил четырёхклассное городское училище, в 1904 году архитектурное отделение Казанской художественной школы. Во время учёбы в художественной школе Ведянин показал отличные успехи по архитектуре и рисованию, благодаря чему приобрёл право поступления в 1911 году в Высшее художественное училище при Императорской Академии художеств в Санкт-Петербурге. Проучившись один год в училище, И.В. Ведянин по семейным обстоятельствам (умер дед и средств на продолжение учёбы не было) вынужден был оставить учёбу.
В 1905—1908 годах Ведянин служил техником по постройке и ремонту школ, больниц и дорожных сооружений в уездных земствах Казанской губернии, в 1908—1909 годах служил преподавателем графических искусств в Чистопольском городском училище. В 1909—1910 годах работал в качестве проектировщика гражданских сооружений у губернского инженера в Екатеринодаре.
В 1911 году, на конкурсной основе, вновь поступает в Императорскую Академию художеств на архитектурный факультет. В период летних каникул работал в качестве проектировщика по городскому строительству в мастерской академика архитектуры Ф.И. Лидваля и у профессора архитектуры Л.Н. Бенуа. В 1916 году Академия художеств закрылась ввиду волнения студентов. В октябре 1916 года И.В. Ведянин был призван в армию и служил техником в 83-м дорожном отряде 2-й армии Западного фронта до февраля 1918 года.
С 1918 по 1920 годы трудился школьным работником по графическим искусствам в школе 2-й ступени Арского кантона Казанской губернии. В 1921 году Ведянин вернулся в Петроград. По предложению профессора архитектуры Л.Н. Бенуа поступил на последний курс ускоренного выпуска во Второй Петроградский политехнический институт, после защиты дипломного проекта «Здание Крематориума» был удостоен звания инженера-архитектора. В 1922 году Академия художеств вновь открылась и Ведянин поступил на дипломный курс архитектурного факультета. После защиты дипломного проекта «Городские Термы» ему присвоили звание архитектора-художника.
В 1922—1923 годах являлся научным сотрудником научно-исследовательского института при Втором Петроградском политехническом институте по изучению города как целого технического сооружения. В 1923 году Ведянин руководил ремонтом здания Военно-инженерной школы в Петрограде. В 1923—1924 годах являлся помощником архитектора и архитектором прядильно-ниточной фабрики им. Степана Халтурина Ленинградского государственного текстильного треста. В 1924 году Ивана Ведянина назначили на должность вятского губернского инженера, затем заместителем начальника Губернского управления строительного контроля. Руководил работами по расширению здания Госбанка в Вятке по составленному им проекту, сметам и рабочим чертежам. С марта по июнь 1930 года являлся помощником начальника Саратовского городского управления строительного контроля. В сентябре 1930 года Ведянин вместе со своей семьёй переезжает в Нижний Новгород, работает в должности инженера-архитектора при техническом отделе «Крайжилсоюза» и инженером при Горьковской краевой конторе Всесоюзного кооперативного банка. Там же Иван Васильевич переживает большое личное горе — смерть сына.

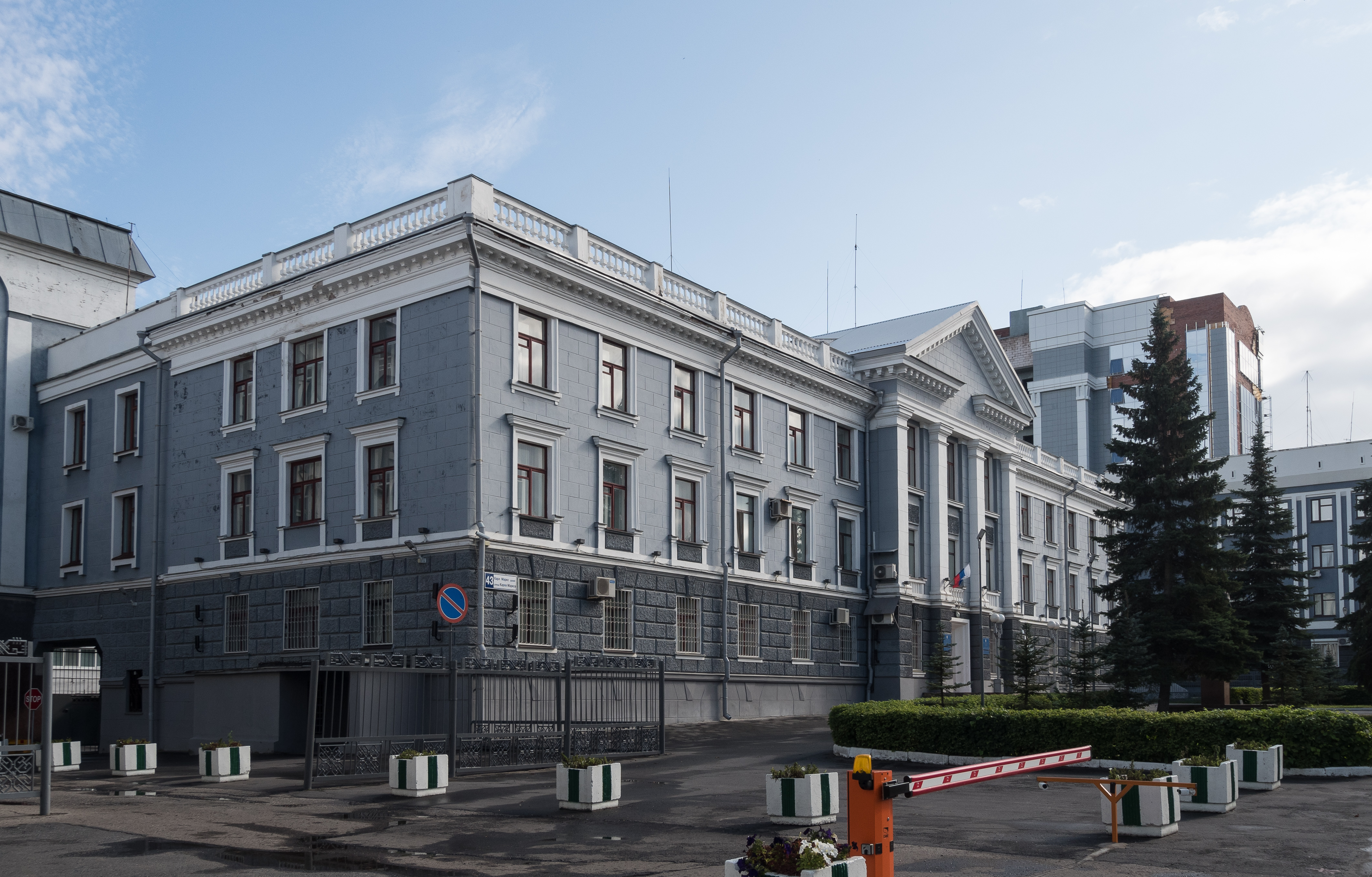
Здание МГБ Чувашской АССР

В 1933 году И.В. Ведянин с семьёй переехал в Чебоксары и начал работать старшим архитектором в проектной конторе «Чувашпроект». Период деятельности в Чувашии оказался самым ярким и плодотворным этапом в творческой биографии Ведянина. С 1935 года — член Союза советских архитекторов Горьковского отделения, с 1939 года — член Союза советских архитекторов СССР. В 1940—1944 годах занимался преподавательской деятельностью в Чебоксарском коммунально-строительном техникуме, где преподавал следующие дисциплины: графику, технормирование, историю архитектуры, архитектурное проектирование.
В 1944 году Ведянин по призыву был назначен главным архитектором освобождённого от немецкой оккупации города Днепродзержинска. Но по состоянию здоровья, в сентябре 1945 года, был вынужден вернуться в Чебоксары. Иван Васильевич продолжил трудовую деятельность в «Чувашпроекте», одновременно занимался с дипломниками строительного отделения Чебоксарского энергетического техникума.
Иван Васильевич Ведянин умер 11 ноября 1949 года на 65 году жизни. Последняя его работа — индивидуальный эскизный и рабочий проекты административного здания МВД по улице К.Маркса в Чебоксарах. В связи с преждевременной смертью И.В. Ведянина проектирование и строительство продолжил архитектор Ф.С. Сергеев.

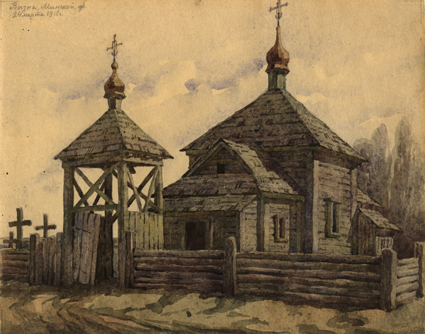
Церковь — деревянная архитектура, 1917

Ведянин является одним из инициаторов возрождения классицизма в архитектуре Чебоксар 1930-х годов. По его проектам построены здания МГБ (ныне Управление ФСБ по Чувашской Республике), Госбанка (ныне Национальный банк Чувашской Республики), универмага (ныне магазин «Электротовары») по ул. К. Маркса, медицинского техникума (ныне один из корпусов ЧГУ им. И.Н. Ульянова) по Московскому пр., 24-квартирного жилого дома по ул. Дзержинского, выполнено архитектурное оформление фасадов гостиницы «Волга» (снесена в 1982 году). Среди неосуществлённых — проекты клуба строителей в Чебоксарах (1934), Высшей коммунистической сельскохозяйственной школы (1936), автовокзала (1936) и надстройки и реконструкции фасадов Дома профессуры (1936).
Помимо архитектурных проектов, творческое наследие Ивана Ведянина богато графикой и акварельными рисунками. Работы И.В. Ведянина отличаются точностью и тщательностью прописки, богатством цветопередачи: «Портрет деда» (1905), «Восточный мотив» (1915), «Сторожевая пожарная башня» (1917), «Церковь — деревянная архитектура» (1917), «Сельский мотив» (1918), «Речка в окрестностях г. Чебоксары» (1946), «Волжский мотив» (1946) и другие.

## Семья
Иван Ведянин является отцом архитектора Т. И. Ведяниной. Именем Ивана Ведянина и его дочери назван бульвар архитекторов Ведяниных в Чебоксарах.